# الضبر (السياني)

تعديل مصدري - تعديل

الضبر محلة تابعة لقرية الذراع، التابعة لعزلة الدامغ بمديرية السياني إحدى مديريات محافظة إب في الجمهورية اليمنية.، بلغ تعداد سكانها 87 حسب تعداد اليمن لعام 2004.